# Українка (Покровський район)
Украї́нка — село Покровської міської громади Покровського району Донецької області, в Україні. У селі мешкає 78 людей.

## Загальні відомості
Відстань до райцентру становить близько 25 км і проходить автошляхом Т 0515. Землі Новоандріївки межують із територією села Слов'янка Великоновосілківського району Донецької області.

## Населення
За даними перепису 2001 року населення села становило 78 осіб, із них усі 100 % зазначили рідною мову українську.